# Sobral Fernando
Sobral Fernando é uma aldeia da antiga freguesia de Sobreira Formosa, Município de Proença-a-Nova e Distrito de Castelo Branco com 43 habitantes.
Fica situada no sopé da Serra das Talhadas, na margem direita do Rio Ocreza, fazendo fronteira com o Concelho de Vila Velha de Ródão, na aldeia de Foz do Cobrão.